# Mfekane
Mfekane w historii Afryki – fala niepokojów, która wystąpiła pośród społeczności zamieszkującej obecnie tereny wschodniej części RPA na początku XIX w. Wystąpienia miały miejsce, gdy wódz Czaka podbił ludy Nguni, a następnie w wyniku podbojów stworzył z kilku społeczności scentralizowane, militarystyczne królestwo Zulusów, powodując masowe ruchy ludności.